# 全日本高校先生クイズ選手権
『全日本高校先生クイズ選手権』（ぜんにほんこうこうせんせいクイズせんしゅけん）は、TBS系列で2024年から放送されている毎日放送製作のクイズバラエティ番組、特別番組。
5箇所での地区予選を突破した現役の高校教師と教員免許を持つ芸人が4人1組で計6組のチームを組み、サバイバル形式でクイズに挑戦する視聴者参加型番組。
決勝戦を制した優勝チームには、学校を楽しくするための資金300万円が贈呈される。

## 出演者

### MC
- 今田耕司
- 林修
- 松下奈緒

## 放送リスト
| 回 | 放送日                      | ゲスト                                                                         | ゲスト                                                                               | 出典  |
| 回 | 放送日                      | スタジオゲスト（☆は出題者ゲストも兼務）                                        | 出題者ゲスト                                                                         | 出典  |
| -- | --------------------------- | ------------------------------------------------------------------------------ | ------------------------------------------------------------------------------------ | ----- |
| 1  | 2024年3月24日 21:00 - 22:48 | 西畑大吾（なにわ男子） 屋敷裕政（ニューヨーク） 高山一実 宇治原史規（ロザン）☆ | 長谷川雅紀（錦鯉） ゆうちゃみ NMB48 寺田心 カズレーザー（メイプル超合金） こうちゃん | [ 1 ] |

## ルール

### 第1回
予選ステージ(6組→3組)
3つのステージの総得点が高い3組が勝ち抜け。
第1ステージ
抜き打ち学力テスト
ある科目に沿った筆記クイズが出題される。正解なら10ポイント獲得。
早押し間違い探し
写真や画像が提示され、間違っている箇所や明らかにおかしな箇所を早押しで解答する。
第2ステージ 生徒指名クイズ
1組ずつ、NMB48とゆうちゃみと長谷川雅紀が扮する生徒からの質問に解答する。
1人ずつ順番に生徒を1人指名し、質問に口頭(筆記、実技の場合もある)で答えていく。質問のカテゴリは主要科目から芸能、スポーツまで17種類あるが、どんなカテゴリかは指名しないと分からない。
1組あたりの制限時間は100秒で、正解すれば10ポイント獲得して次の人と交代。時間内なら何回間違えてもペナルティは無い。どうしても分からない場合はパスも可能だが、5ポイント引かれてしまう。
第3ステージ 偉人進路相談クイズ
18歳の時の日本史上の偉人が先生と面談するVTRを見て、面談しに来た偉人が誰かを筆記で解答する。
正解が速いチームから降順に30ポイント、20ポイント、10ポイント獲得でき、4位以下は5ポイント均一。
決勝戦 早押し5教科制覇クイズ
英数国理社の5教科に関する早押しクイズが出題される。
1問目は予選ステージをトップ通過したチームが科目を選択する。正解すれば1ポイント獲得し、次の問題の科目を選択していく。不正解の場合はその問題のみ解答権を失う。全チーム不正解の場合は同じ科目から別の問題が再度出題される。
1度正解した科目に解答することも可能だが、同じ科目で重複してポイントを獲得することはできない。
先に全科目で正解したチームが優勝。

## スタッフ
- ナレーター：ジョン・カビラ、松嶌杏実
- 構成：竹村武司、細川拓朗、矢野了平
- 問題作成：野田修平、大石壮、坂田健
- リサーチ：フォーミュレーション
- TM：高石和隆
- TD/SW：上田一路
- CAM：森祐太、出井雅也
- VE：奥川遼
- VTR：浦麻由美
- 音声：大谷紗代
- PA：湊剛一
- 照明：香川大輔
- CG統括：正冨大樹
- バーチャル：西田恭敬
- VIZ：佐野順
- PGM：袖山巧
- システム：吉田和之、福島謙二郎
- 3DCG：紀野伸子、田中裕司、稲田峻也
- 編集：岡田秀夫、大柴萌恵
- 音効：久坂惠紹、大藤万奈
- MA：三木多聞
- 美術：中西勇二
- 美術制作：内海秀一、渡邊晴香
- 美術進行：荒井春佳、白崎嵩久
- タイトル：中嶋恵子
- TK：後藤有紀
- イラスト：グレート・インターナショナル、アレックス
- 技術協力：放送映画製作所、関西東通、サウンドエースプロダクション、アーチェリープロダクション、アスカプロダクション、タイトルラボ、イングス、戯音工房、ジーン、三新、ウイズ・ユー、EYEZEN、鹿児島ビジョン、BULL BULL、CUE
- 美術協力：つむら工芸、gleam、インターナショナルクリエイティブ、高津商会、ビーム、ステッププラン、TBS ACT、MBS企画
- 写真提供：アフロ、AP通信社
- アドバイザー：登坂琢磨、内藤史
- 編成：越智暁、大谷鋭周
- PR：竹山亜紀、伊藤紗季、島田由美
- スチール：芝健太郎
- デスク：水野祥子、小中理恵
- AP：武藤佑樹、鴇田梨乃、柳田久瑠実、相場優衣子、松田咲紀、阿見たか子
- AD：堀川美由希、平野明日香、松原臣樹、山本祥光、李潔音、出口元萌
- ディレクター：比嘉晴香、杉原裕一、忍穂井綾、久保田集、嘉元規人、鶴田哲朗、薮原涼介、溝端幹央、寺下洋平、平山高輝、三谷正明、本多慎太郎
- 演出：堀正義
- キャスティング：田岸宏一
- プロデューサー：大橋圭史、植村仁、藤田恭輔、沖倫太朗、鈴木一慶
- 総合演出：山内健太郎
- チーフプロデューサー：中村卓也
- 制作協力：吉本興業
- 製作著作：MBS